# Unione Sportiva Ideale 1926-1927
Questa voce raccoglie le informazioni riguardanti l'Unione Sportiva Ideale nelle competizioni ufficiali della stagione 1926-1927.

## Stagione
Per la stagione 1926-1927 le divisioni calcistiche vengono riformate dalla Carta di Viareggio, che sancisce la creazione della Divisione Nazionale e il declassamento della Prima Divisione a seconda serie, divisa in gironi interregionali; l'Ideale viene ammessa a quest'ultima categoria dopo la decisione di allargare il girone centro-meridionale da otto a dieci squadre (i nero-verdi sarebbero stati quindi, inizialmente esclusi assieme all'Audace Taranto). La dirigenza idealista ingaggia per questa stagione il centravanti austriaco Haftel, che svolgerà anche la mansione di allenatore; ritenendolo un elemento che può fare la differenza.
Gli idealisti iniziano il campionato perdendo 3-0 al Corvisea il derby pugliese contro la Pro Italia e 1-4 in casa con la Lazio (con in porta l'inesperto portiere Dammacco, causa l'indisponibilità di Lodolo), poi vincono 0-2 nel derby di Foggia e pareggiano 2-2 l'importante stracittadina con il Liberty, in cui gli uomini di Haftel dominano la gara e chiudono a lungo i bianco-blu nella loro metà campo; i libertiani pareggiano nei minuti finali grazie a un contropiede dell'ex Perilli. Da qui un'alternanza di vittorie e sconfitte fino all'ultima giornata di andata (la 9ª), pareggiata a Caserta (con la Casertana).
Nel girone di ritorno i nero-verdi hanno un rendimento non costante, prendono la rivincita sulle formazioni tarantine (vincendo 1-0 sulla Pro Italia nella prima gara di ritorno e 3-1 sull'Audace in 15ª giornata, entrambe fra le mura amiche) e la vittoria in casa per 2-0 sulla Casertana quarta classificata nell'ultimo turno di campionato (la stracittadina di ritorno contro il Liberty nella 13ª giornata, Liberty che da inizio febbraio del 1927 si era rinominato "Bari Football Club", fu persa 0-1); si piazzano infine assieme alla Pro Italia a metà classifica (quinto posto), con 18 punti di cui metà ricavati in ciascuno dei due gironi (di andata e ritorno; con equivalenza a 1 punto per partita giacché le gare sono state proprio 18) e con un bilanciamento simile di differenza reti fra gli scontri locali e in trasferta (+1 il bilancio per le gare in casa, -1 per quelle fuori casa).

## Rosa[5]
| N. |                   | Ruolo | Calciatore                |
| -- | ----------------- | ----- | ------------------------- |
|    | Italia (bandiera) | P     | Libero Lodolo             |
|    | Italia (bandiera) | P     | Nicola Dammacco           |
|    | Italia (bandiera) | D     | Michele Alboreto          |
|    | Italia (bandiera) | D     | Giovanni Cavaliere        |
|    | Italia (bandiera) | D     | Martiradonna              |
|    | Italia (bandiera) | D     | Biagio Moretti            |
|    | Italia (bandiera) | D     | Spilotros                 |
|    | Italia (bandiera) | D     | Giuseppe Vacca (capitano) |
|    | Italia (bandiera) | C     | De Tullio                 |
|    | Italia (bandiera) | A     | Rocco Cavaliere (II)      |
|    | Italia (bandiera) | A     | Salvatore Chirico         |

| N. |                    | Ruolo | Calciatore         |
| -- | ------------------ | ----- | ------------------ |
|    | Italia (bandiera)  | A     | Giuseppe Di Cillo  |
|    | Austria (bandiera) | A     | Haftel             |
|    | Italia (bandiera)  | A     | Maselli            |
|    | Italia (bandiera)  | A     | Ranieri            |
|    | Italia (bandiera)  | A     | Giovanni Solfrizzi |
|    | Italia (bandiera)  | A     | Giuseppe Ugenti    |
|    | Italia (bandiera)  | ?     | Cafaro             |
|    | Italia (bandiera)  | ?     | De Antoni          |
|    | Italia (bandiera)  | ?     | Nicola Manzulli    |
|    | Italia (bandiera)  | ?     | Zambetta           |

## Statistiche

### Statistiche di squadra
| Competizione    | Punti | In casa | In casa | In casa | In casa | In casa | In casa | In trasferta | In trasferta | In trasferta | In trasferta | In trasferta | In trasferta | Totale | Totale | Totale | Totale | Totale | Totale | DR |
| Competizione    | Punti | G       | V       | N       | P       | Gf      | Gs      | G            | V            | N            | P            | Gf           | Gs           | G      | V      | N      | P      | Gf     | Gs     | DR |
| --------------- | ----- | ------- | ------- | ------- | ------- | ------- | ------- | ------------ | ------------ | ------------ | ------------ | ------------ | ------------ | ------ | ------ | ------ | ------ | ------ | ------ | -- |
| Prima Divisione | 18    | 9       | 5       | 1       | 3       | 10      | 9       | 9            | 2            | 3            | 4            | 10           | 11           | 18     | 7      | 4      | 7      | 20     | 20     | 0  |

### Statistiche dei giocatori[5]
| Giocatore    | Prima Divisione | Prima Divisione |
| Giocatore    | Presenze        | Reti            |
| ------------ | --------------- | --------------- |
| M. Alboreto  | 18              | 0               |
| Cafaro       | 2               | 0               |
| G. Cavaliere | 12              | 0               |
| Cavaliere II | 4               | 0               |
| Chirico      | 6               | 1               |
| N. Dammacco  | 2               | -4-             |
| De Antoni    | 2               | 0               |
| De Tullio    | 9               | 0               |
| Di Cillo     | 2               | 0               |
| Haftel       | 18              | 10              |
| L. Lodolo    | 16              | -16-            |
| N. Manzulli  | 4               | 0               |
| Martiradonna | 10              | 0               |
| Maselli      | 12              | 2               |
| B. Moretti   | 14              | 0               |
| Ranieri      | 17              | 1               |
| G. Solfrizzi | 16              | 2               |
| Spilotros    | 8               | 0               |
| G. Ugenti    | 16              | 3               |
| G. Vacca     | 18              | 0               |
| Zambetta     | 10              | 1               |